# Cara sucia (tango)
«Cara sucia», originalmente titulado «Concha sucia», es un célebre tango atribuido al músico argentino Casimiro Alcorta, conocido como el Negro Casimiro, violinista afroargentino que murió en la miseria y casi olvidado, y que ha sido mencionado como padre del tango. Se trata del más antiguo de los tangos célebres con autor conocido. Debido a su letra pornográfica, el tango fue renombrado más tarde por varios artistas como «Cara sucia» y «La carterita». A su vez fueron escritas dos nuevas letras, respetando la estructura original, para «adecentarla», por parte de F. Elpidio y Juan Andrés Caruso. En un arreglo por Francisco Canaro y con la letra de Caruso la canción en 1917 alcanzó una enorme difusión a través de grabaciones realizadas para los mayores sellos discográficos de la Argentina.

## La canción

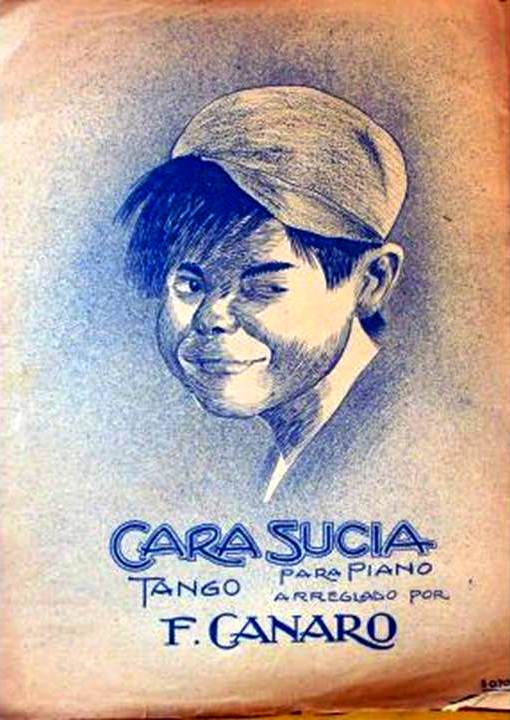
Portada de la partitura de «Cara sucia» con el arreglo por Francisco Canaro (todavía sin letra).

Según el investigador René Briand, en 1884 el violinista Casimiro Alcorta estrenó su tango «Concha sucia» en el bar Politeama de Buenos Aires. Para ello utilizó algunos pasajes de una habanera anónima titulada «Dame más». La letra de la canción decía:

Concha sucia, concha sucia, concha sucia,
te has venido con la concha sin lavar,
melenuda, melenuda, melenuda, 
esa concha que tenés sin afeitar,
esa concha tan sabrosa y picarona
que me tiene encajetado hasta el ojal.
Concha sucia (fragmento de la letra original)

En el Cono sur, «concha» significa ‘vulva’. Los títulos y las letras de muchos de los primeros tangos tenían contenido pornográfico. La memoria oral ha transmitido que el tango estaba inspirado en un cafisho (‘proxeneta’) porteño y una prostituta que explotaba, de nombre Enriqueta.
Cuando el tango comenzó a tener aceptación pública y a difundirse mediante el disco, muchos de aquellos primeros tangos fueron reescritos y retitulados para adecentarlos. Adicionalmente, las dictaduras militares instaladas desde 1930, también establecieron normas de tipo moralista, destinadas a prohibir las letras y nombres de canciones consideradas inmorales. Así, «Concha sucia» se convirtió en «Cara sucia».
En 1915 Ángel Villoldo grabó una versión de «Concha sucia» con arreglos propios y bajo el título de «Cara sucia». Genaro Vázquez, con arreglo propio hizo también una versión instrumental del tema titulándolo «La carterita». Simultáneamente F. Elpidio y Juan Andrés Caruso escribieron letras alternativas, siguiendo la estructura del tema original pero eliminando las coplas procaces.
La letra escrita por F. Elpidio, menos difundida, dice:

Cara sucia, cara sucia, cara sucia,
te viniste con la cara sin lavar,
Melenudo, melenudo, melenudo
también llevas la melena sin peinar
«Cara sucia» (fragmento de la letra de F. Elpidio)

La letra de Caruso, que se terminó imponiendo, se refiere a una mujer, aunque la versión popular la atribuye a un niño con la cara sucia, como se refleja en las portadas de las primeras partituras. Dice:

Cara sucia, cara sucia, cara sucia,
te has venido con la cara sin lavar,
esa cara tan bonita y picarona
que refleja una pasión angelical.
«Cara sucia» (fragmento de la letra de Juan Andrés Caruso)

«Cara sucia» fue primeramente ingresada al Depósito Legal en noviembre de 1916; el registro respectivo se lee:

Noviembre 10 — 15640 — Cara sucia. (Tango para piano, arreglado por F. Canaro). Buenos Aires.

La letra de Juan Andrés Caruso fue ingresada al Depósito Legal el 16 de marzo de 1917 (№ 16234).
En lo siguiente, la obra fue ingresada al Depósito Legal dos veces más. En el primer registro, de mayo de 1917, se lee:

Mayo 21 — 16679 — Cara sucia (Tango para piano, y canto Letra de Juan A. Caruso, Arreglo y música de ...) F. Canaro Buenos Aires.

En el segundo registro, de diciembre de 1917, se lee:

Diciembre 28 — 18150 — Cara sucia. (Tango para piano. Letra de Juan A. Caruso. Arreglo y música de F. Canaro). Buenos Aires.

De esta manera Francisco Canaro adquirió el derecho de autor de la música de la obra bajo la Ley 7092 y en su autobiografía efectivamente habla de «[su] tango 'Cara sucia'».
En las primeras partituras no figura una editorial; las partituras posteriores fueron editadas por la Editorial Ricordi.
En el año 1917 se realizaron varias grabaciones de «Cara sucia» para los mayores sellos discográficos, a saber una versión instrumental por la Orquesta Típica Canaro y una versión cantada por Arturo Calderilla con acompañamiento de la misma orquesta para el sello Atlanta (discos № 3043 y № 3047), una versión cantada por Lola Membrives (con acompañamiento de la Orquesta Bernardino Terés) para el sello Odeon (disco № 10413 A) y además una versión instrumental por la Orquesta Típica de Vicente Loduca para el sello Victor dirigida por el mismo Francisco Canaro (disco № 69593 B).